# Rincón (calciatore)
Rincón, pseudonimo di Carlos Eduardo de Castro Lourenço (San Paolo, 31 maggio 1987), è un ex calciatore brasiliano, di ruolo difensore.
Il soprannome gli venne assegnato sin da bambino, in onore del giocatore colombiano Freddy Rincón.

## Caratteristiche tecniche
Difensore centrale fisicamente robusto, è dotato di una buona tecnica individuale, pur accusando cali di concentrazione. Può adattarsi a giocare anche come terzino, sia a destra che a sinistra.

## Carriera

### Club
È cresciuto nelle giovanili del San Paolo, con cui ha firmato il suo primo contratto nel 2003; in precedenza aveva firmato un pre-contratto con il Manchester United ed era stato provato dallo Sporting Lisbona, ma è rimasto in Brasile a causa delle regole FIFA sui trasferimenti dei minorenni.
Nel 2006, in scadenza di contratto con il club paulista, viene acquistato dall'Inter, che lo gira in prestito all'Empoli non potendo tesserare altri calciatori extracomunitari. Viene impiegato prevalentemente con la formazione Primavera (con cui partecipa al Torneo di Viareggio 2007), ed esordisce in prima squadra in Coppa Italia, nella partita contro il Genoa; in campionato, invece, non è mai impiegato. Il prestito viene rinnovato anche per la stagione successiva, nella quale esordisce in Coppa UEFA, nel doppio confronto con lo Zurigo. Condizionato da diversi infortuni, non riesce ad esordire in campionato, e dopo la retrocessione dei toscani non viene riscattato, facendo ritorno all'Inter.
I nerazzurri lo cedono nuovamente in prestito, questa volta all'Ancona neopromosso in Serie B. Schierato da Francesco Monaco come terzino o difensore centrale, contribuisce con 27 presenze e una rete alla salvezza dei dorici; nel corso della stagione, insieme al compagno di squadra Guilherme Siqueira viene coinvolto in una rissa all'uscita di un locale, che porta al ferimento di due persone e a un successivo processo.
Rientrato all'Inter, il 28 agosto 2009 passa in prestito al Piacenza, sempre nella serie cadetta. Si alterna con Denis Tonucci e Angelo Iorio al centro della difesa, totalizzando 33 presenze e una rete e a fine stagione la squadra ottiene la salvezza. Il 10 agosto 2010 viene acquistato in comproprietà dal Chievo. Con i clivensi gioca solamente in Coppa Italia, nelle partite contro Sassuolo e Palermo, nella quale provoca il fallo da rigore decisivo per l'eliminazione dei veneti.
Chiuso da altri giocatori nel Chievo, il 20 gennaio 2011 passa in prestito al Grosseto, con cui disputa 16 partite nel campionato cadetto. Ritornato a Verona, il 23 giugno 2011 il giocatore viene riscattato dal Chievo, che il successivo 18 agosto lo cede ai francesi del Troyes, con cui firma un contratto biennale. Nella formazione transalpina ottiene la promozione in Ligue 1, al termine del campionato 2011-2012.

### Nazionale
Ha militato nella nazionale Under-17 brasiliana, di cui è stato anche capitano.

## Statistiche

### Presenze e reti nei club
| Stagione        | Squadra         | Campionato      | Campionato | Campionato | Coppe nazionali | Coppe nazionali | Coppe nazionali | Coppe continentali | Coppe continentali | Coppe continentali | Altre coppe | Altre coppe | Altre coppe | Totale | Totale |
| Stagione        | Squadra         | Comp            | Pres       | Reti       | Comp            | Pres            | Reti            | Comp               | Pres               | Reti               | Comp        | Pres        | Reti        | Pres   | Reti   |
| --------------- | --------------- | --------------- | ---------- | ---------- | --------------- | --------------- | --------------- | ------------------ | ------------------ | ------------------ | ----------- | ----------- | ----------- | ------ | ------ |
| 2006-2007       | Empoli          | A               | 0          | 0          | CI              | 2               | 0               | -                  | -                  | -                  | -           | -           | -           | 2      | 0      |
| 2007-2008       | Empoli          | A               | 0          | 0          | CI              | 0               | 0               | CU                 | 2                  | 0                  | -           | -           | -           | 2      | 0      |
| Totale Empoli   | Totale Empoli   | Totale Empoli   | 0          | 0          |                 | 2               | 0               |                    | 2                  | 0                  |             | -           | -           | 4      | 0      |
| 2008-2009       | Ancona          | B               | 27+2       | 1          | CI              | 1               | 0               | -                  | -                  | -                  | -           | -           | -           | 30     | 1      |
| 2009-2010       | Piacenza        | B               | 33         | 1          | CI              | -               | -               | -                  | -                  | -                  | -           | -           | -           | 33     | 1      |
| 2010-gen. 2011  | Chievo          | A               | 0          | 0          | CI              | 3               | 0               | -                  | -                  | -                  | -           | -           | -           | 3      | 0      |
| gen.-giu. 2011  | Grosseto        | B               | 16         | 0          | CI              | -               | -               | -                  | -                  | -                  | -           | -           | -           | 16     | 0      |
| 2011-2012       | Troyes          | L2              | 21         | 1          | CF+CdL          | 1+1             | 0               | -                  | -                  | -                  | -           | -           | -           | 23     | 1      |
| 2012-2013       | Troyes          | L1              | 19         | 0          | CF+CdL          | 3+2             | 0+1             | -                  | -                  | -                  | -           | -           | -           | 24     | 1      |
| 2013-2014       | Troyes          | L2              | 25         | 1          | CF+CdL          | 2+3             | 0               | -                  | -                  | -                  | -           | -           | -           | 30     | 1      |
| 2014-2015       | Troyes          | L2              | 30         | 2          | CF+CdL          | 1+2             | 0               | -                  | -                  | -                  | -           | -           | -           | 33     | 2      |
| 2015-2016       | Troyes          | L1              | 8          | 0          | CF+CdL          | 0               | 0               | -                  | -                  | -                  | -           | -           | -           | 8      | 0      |
| Totale Troyes   | Totale Troyes   | Totale Troyes   | 104        | 4          |                 | 15              | 1               |                    | -                  | -                  |             | -           | -           | 119    | 5      |
| Totale carriera | Totale carriera | Totale carriera | 180+2      | 6          |                 | 21              | 1               |                    | 2                  | 0                  |             | -           | -           | 205    | 7      |

## Palmarès

### Club

#### Competizioni nazionali
- Ligue 2: 1

Troyes: 2014-2015